# Eric Coates
Eric Coates (født 27. august 1886 i Hucknall, død 21. december 1957 i Chichester) var en engelsk komponist og dirigent. Efter en kort, men omfattende, karriere som bratschist over det meste af den vestlige verden helligede han sig direktion og komposition fra 1919. Han skrev filmmusik og underholdningsmusik, bl.a. et mindre antal orkesterværker, oftest i form af suiter, han skrev også over 100 sange.